# ピアス・ザ・ヴェイル
ピアス・ザ・ヴェイル（Pierce the Veil）は、アメリカ合衆国カリフォルニア州サンディエゴ出身のポスト・ハードコア・バンドである。

## 来歴

### 結成〜『A Flair For The Dramatic』
バンドの中心メンバーであるヴィックとマイクは当初別々のバンドで音楽活動をしていたが、2人は共に仲間を誘ってパンク・ロックバンド「Early Times」を結成。Early Timesはその後「Before Today」へと改名し、2004年にEqual Vision Recordsより1stアルバム『A Celebration Of An Ending』をリリースした。

Before Todayはその後、メンバー間の音楽に対する姿勢の違いから解散。ヴィックとマイクはバンド名を「Pierce the Veil」として2人で再スタートを切り、2007年、Pierce the Veil名義での1stアルバム『A Flair For The Dramatic』をリリースした。

このアルバムはヴィックとマイクの2人で作り上げたものであったが、リリース後にツアーを行うため追加メンバーが必要となり、Before Today時代に知り合ったトニーとハイメがPierce the Veilのメンバーとして加入することとなった。

### 『Selfish Machines』
2010年6月21日、2ndアルバムとなる『Selfish Machines』をリリース。このタイトルについてヴィックは、「俺達は皆、本能的に欲望・愛・性を求める性質を持っているんだ。『Selfish Machines』は、俺達は完璧な存在ではないということを認めて受け入れることと、このような本能的な感情や思考を喜んで受け入れることについて表現しているんだ」と語っている。このアルバムのリリース後、バンドは全米、オーストラリア、ヨーロッパへと精力的にツアーを行いファンベースを広げていく。なお、2010年10月にはVersus Tour 2010にて初来日も果たしている。

2011年、バンドは古巣を離れ、Fearless Recordsへ移籍。このときの心境を、ヴィックは「変化が必要だと思った」と述べている。

### 『Collide With The Sky』
2012年夏のVans Warped Tourで、バンドは初めてメインステージへの進出を果たす。このツアー中にFearless Recordsより発表された3rdアルバム『Collide With The Sky』は、初週27,000枚以上を売り上げ、ビルボード週間チャートで初登場12位を記録。その後も4ヶ月間に渡りチャートに留まり続け、さらなるファンの獲得につなげた。

この成功を受け、その後のツアーでは全米、ヨーロッパのみならず東南アジアや南米でもライブを行うなど、活動範囲を大幅に広げていく。

このアルバムは米Rock Sound誌での2012年の年間ベストアルバムの33位に選出され、同年の米オルタナティヴ・プレス誌での読者投票でもアーティスト・オブ・ジ・イヤー部門やベスト・ライブ・バンド部門を含む8部門で1位に選出されるなど、人気バンドとしての地位を確立。また、2013年6月の英Kerrang!誌によるKerrang! Awardsでも、シングル「King For A Day」のミュージック・ビデオがベスト・ビデオ賞を受賞している。

このアルバムの成功によってバンドを取り巻く状況のすべてが変わったと、ヴィックは語っている。

### 『This Is A Wasteland』
2013年11月、初の映像作品となる『This Is A Wasteland』を発表。3rdアルバムリリース後の世界的なツアーの舞台裏の様子を収めたドキュメンタリー作品となっている。

2014年7月に行われたオルタナティヴ・プレス誌による第1回Alternative Press Music Awardsでは、ベスト・ライブ・バンド賞を獲得。また、ベスト・ベーシスト部門、ベスト・ドラマー部門ではハイメとマイクがそれぞれ受賞するなど、人気の高さを改めて証明した。

同2014年7月には、11月より米国を皮切りとしてSleeping With Sirensとの「ワールドツアー」を行うことを発表。各地域での日程が順次発表されている。

### 『Misadventures』 〜
2016年5月13日、4thアルバムとなる『Selfish Machines』をリリース。

## メンバー
ヴィック・フエンテス（Vic Fuentes） - ボーカル、ギター
- 生年月日：1983年2月10日
- 作詞作曲をメインで担当している。
- 今までに影響を受けたアーティストとして、クイーンやマイケル・ジャクソンを挙げている[3]。

トニー・ペリー（Tony Perry）- ギター
- 生年月日：1986年2月25日
- Pierce the Veilに加入する以前は、ハードコアバンド「Trigger My Nightmare」で活動していた。
- 元々はドラムの演奏レッスンを受けていたが、家庭の経済的事情で諦めた過去がある[2]。

ハイメ・プレシアード（Jaime Preciado）- ベース
- 生年月日：1986年5月17日
- 「Trigger My Nightmare」のメンバーとして活動していたが、トニーと共にPierce the Veilに加入した。
- 高校卒業後は、コストコで働いていた[2]。

### 元メンバー
マイク・フエンテス（Mike Fuentes） - ドラムス
- 生年月日：1984年12月14日
- ヴィックの実弟。
- 2017年脱退。
- Early Times結成前はハードコアバンド「Underminded」に所属しており、一時期Early Timesの活動と両立していた[2]。

## ディスコグラフィ

### アルバム
- 2007年6月26日 A Flair for the Dramatic (Equal Vision)
- 2010年6月21日 Selfish Machines (Equal Vision)
- 2012年7月17日 Collide with the Sky (Fearless)
- 2016年5月13日 Misadventures (Fearless)

### DVD
- 2013年11月25日 This Is A Wasteland (Fearless)